# Laure Delfau
Pour les articles homonymes, voir Delfau.
Laure Delfau, née Barczynski le 7 février 1978, est une archère française. 

## Biographie
Laure Delfau participe aux compétitions internationales avec un arc classique. Elle dispute aussi les compétitions de tir à l'arc en campagne.

## Palmarès en arc classique

### Championnats du monde en salle
- Championnats du monde de tir à l'arc en salle 2007 à Izmir
  -  Médaille d'or en arc classique par équipe avec Cyrielle Cotry et Bérengère Schuh.

### Jeux mondiaux
- Jeux mondiaux de 2005 à Duisbourg
  -  Médaille d'argent en arc classique individuel.
- Jeux mondiaux de 2001 à Akita
  -  Médaille de bronze en arc classique individuel.

## Palmarès en tir campagne
- Championne de France 1990, 1991,1992, 1993, 1994, 1999, 2002, 2003, 2004, 2005, 2013, 2014[1]
- Championne de France par équipe en 2001[1].
- Championne d'Europe par équipe en 1999 et 2015, vice-championne d'Europe individuel en Slovénie[1].
- Vice-championne du monde individuelle en 2014 à Zagreb.

## Autres compétitions
- Championne de France de tir fédéral en 1990, 1991[1].
- Championne de France de tir en salle en 1991, 1994, 2004, 2007[1].